# Kalash Criminel
Kalash Criminel, pseudonimo di Amira Kiziamina (Kinshasa, 14 febbraio 1995), è un rapper della Repubblica Democratica del Congo naturalizzato francese.
È albino e sceglie di indossare un passamontagna, perché quando ha iniziato la sua attività musicale, ha dovuto nascondere la faccia perché sua madre non voleva che rappasse. Tuttavia, ha ricevuto reazioni positive per aver indossato il passamontagna, ed ora lo indossa per scelta. Il 20 luglio 2016 ha firmato con l'etichetta Def Jam fino al lancio della sua etichetta discografica, Sale Sonorité Records, nel settembre 2016.

## Biografia
Amira Kiziamina è nato nello Zaire, ora conosciuta come Repubblica Democratica del Congo, il 14 febbraio 1995. È nato albino. Trascorse i primi anni della sua vita a Kinshasa prima di partire per la Francia per sfuggire alla prima guerra del Congo. Si stabilì con la sua famiglia nel distretto di Rougemont a Sevran. Ha iniziato a rappare in gioventù, prima nel gruppo Hall 14 con i rapper Daystiil, Kifa, Krimo JS e Zino. Questo gruppo è stato poi firmato per l'etichetta 10/12 Records. Nel 2012 hanno pubblicato un demo, intitolato Traumatiser, che ha consolidato la loro collaborazione e il loro lavoro.
Kalash Criminel trae ispirazione da rapper americani come Lil Scrappy o da rapper francesi come Despo Rutti, Seth Gueko, Dosseh, Niro, Escobar Macson e Kaaris. Nel 2015, ha iniziato una carriera da solista e ha pubblicato il titolo 10 12 14 Bureau, prima di lanciare una serie di freestyle chiamata Sauvagerie. Successivamente collabora con i rapper Ixzo, Sofiane, Kaaris, Jul e Damso.
Questa collaborazione con Kaaris, nella canzone Arrêt du cœur, dà slancio alla sua carriera nel rap francese. Il 23 settembre 2016 ha pubblicato il suo primo video musicale ufficiale da solista, intitolato Sale Sonorité. Questo video supera le 10 milioni di visualizzazioni su YouTube. Poco dopo, il 26 settembre 2016, ha annunciato l'uscita del suo primo mixtape, intitolato R.A.S., che sarebbe uscito il 28 ottobre 2016. Questo mixtape ha venduto 2 970 copie durante la prima settimana.
Il 23 novembre 2018 ha pubblicato il suo primo album in studio, La Fosse aux lions, con la sua etichetta Sale Sonorité Records. La risposta è stata favorevole, con 13 388 copie vendute nella prima settimana. È certificato oro in Francia da SNEP con oltre 50.000 vendite.
Sélection naturelle, il suo secondo album in studio è stato pubblicato il 20 novembre 2020 e accoglie grandi nomi del rap francofono attuale: Nekfeu, Damso, JuL, Niska, Bigflo & Oli oltre a 26Keuss, una nuova recluta firmata dalla sua etichetta Sale Sonorité Records.
Nel 2022 pubblica l'album SVR in collaborazione con Kaaris, si tratta del quarto album di Kalash Criminel e il settimo di Kaaris. Il 1 ° febbraio il singolo Apocalypse con il featuring di Freeze Corleone si è classificato al numero uno della Top Singles.
Ha pubblicato il suo terzo album in studio, Bon Courage, il 23 febbraio 2024. Nell'album presenti le collaborazioni di Josman, Freeze Corleone e La Fève. La traccia numero otto si intitolava Ngannou ed era stata registrata con il featuring del rapper americano Bobby Shmurda ma dopo uno screzio tra i due la versione finale della traccia non presenta la strofa del rapper americano e si intitola Ngannou sans Bobby.

## Discografia

### Album in studio
- 2018 – La Fosse aux lions
- 2020 – Sélection naturelle
- 2022 – SVR (con Kaaris)
- 2024 – Bon Courage

### Mixtape
- 2016 – R.A.S.
- 2017 – Oyoki

### Singoli
- 2015 – 10 12 14 bureau
- 2016 – Sauvagerie #1
- 2016 – Sauvagerie #2
- 2016 – Arrêt du cœur (feat. Kaaris)
- 2016 – Sale sonorité
- 2016 – Tu sais où nous trouver
- 2016 – Carré VIP
- 2017 – Euphorie
- 2017 – Enterrez-les
- 2017 – Hood
- 2017 – Mélanger (feat. KeBlack)
- 2017 – Piano sombre
- 2017 – Enterrez-les
- 2017 – Ce genre de mec
- 2018 – Roi des sauvages
- 2018 – Tête brûlée
- 2018 – Sombre
- 2018 – Cougar Gang
- 2018 – Encore
- 2018 – La Sacem (de Florent Pagny)
- 2019 – 47AK (feat. Gradur)
- 2019 – Fatality
- 2019 – Petit voyou (feat. Douma)
- 2019 – Sauvagerie #3
- 2020 – Pronostic
- 2020 – Dans tous les sens
- 2020 – Écrasement de tête
- 2020 – Peur de personne
- 2020 – J'ai quitté (feat. Hornet La Frappe e Farsenne)
- 2020 – ADN
- 2020 – But en or (feat. Damso)
- 2020 – Sale boulot
- 2020 – La main
- 2020 – Turn Up (feat. Nekfeu)
- 2020 – Tu paniques (feat. Niska)
- 2020 – Moments (feat. Bigflo & Oli)
- 2020 – Droga (feat. 26keuss)
- 2021 – Josky
- 2021 – Tchalla (con Kaaris)
- 2022 – Tu dois des sous (con Kaaris)
- 2022 – Shooter (con Kaaris)
- 2022 – Apocalypse (con Kaaris feat. Freeze Corleone)
- 2022 – Baby Baby (feat. Douma)
- 2022 – VVS (feat. Naps)
- 2022 – Jungle Urbaine (feat. Douma)
- 2022 – Nga na s'ani (feat. MPR)
- 2022 – La Zone (feat. Sale Èpoque)
- 2022 – Cendrillon (feat. Douma)
- 2022 – Petit voyou (feat. Douma)
- 2023 – States (feat. Marjinal)
- 2023 – Guitare triste (feat. Sicario78)
- 2023 – This is Oim
- 2023 – Zénith